# Oejedinenia

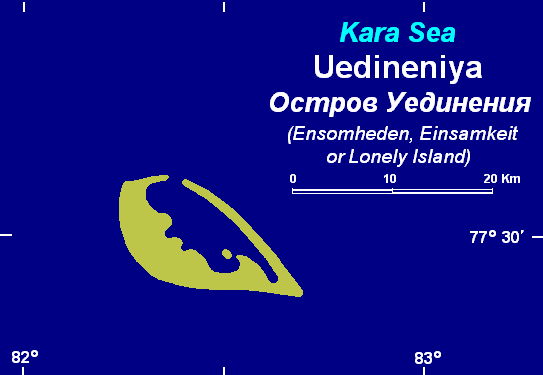

Oejedinenia (Russisch: Уединения en Noors: Ensomheden; "eenzaamheid") is een geïsoleerd eiland in het centrale deel van de Karazee, grofweg halverwege tussen Nova Zembla en Noordland. Bestuurlijk gezien maakt het eiland deel uit van de Russische kraj Krasnojarsk en het vormt tevens onderdeel van de zapovednik Bolsjoj Arktitsjeski, het grootste natuurreservaat van Rusland.
Het eiland heeft een doorsnede van 18,5 kilometer en een oppervlakte van ongeveer 20 km². Het is een zandig dor eiland, dat een groot deel van het jaar bedekt is met ijs. In de zomer groeit er enige toendravegetatie. Vergeleken met andere Arctische eilanden is Oejedinenia relatief vlak en laaggelegen. Het hoogste punt ligt met 27 meter aan de westzijde. Het oostelijke en grootste deel van het eiland is bedekt door een groot moeras met aan noordzijde de lagune Severnaja ("noord") en aan de oostzijde een langgerekte landtong. Op het moeras loopt aan de westzijde een klein waterloopje uit (de Iogansena). Aan de zuidzijde van het eiland ligt het Medvezjemeer ("berenmeer"). Door zijn noordelijke ligging kent het eiland een streng poolklimaat en is de zee rondom het eiland in de winter bedekt met pakijs en ook in de zomer komen nog vaak ijsstromen voor. Op en rond het eiland leven beren (waarvan een eens het poolstation onveilig maakte), walrussen, zeehonden en vele vogelsoorten.
Het dichtstbijzijnde land wordt gevormd door de Izvesti TSIK-eilanden, ongeveer 150 kilometer zuidzuidoostelijker.

## Geschiedenis
Het eiland werd op 26 augustus 1878 ontdekt door de Noorse zeevaarder Edvard Holm Johannesen uit Tromsø, die het de naam 'Ensomheden' ("eenzaamheid") gaf, waarschijnlijk vanwege de afgelegen locatie. In 1915 voer de Noorse poolonderzoeker Otto Sverdrup langs het eiland op zoek naar de verloren gegane expeditie van Vladimir Roesanov twee jaar eerder.
De Duits-Russische poolonderzoeker Vladimir Wiese (Vize) dacht dat Johannesen een eiland uit een mogelijke zuidelijke eilandenreeks had gezien verlopend vanaf Frans Jozefland en voer in 1931 uit op de ijsbreker Malygin voor een expeditie naar het noordelijk deel van de Karazee. Hij werd hierin echter verhinderd door grote ijsconcentraties. Een expeditie in 1933 op de Tsjeljoeskin onder leiding van Otto Schmidt wees uit dat het eiland 50 mijl noordwestelijker lag dan waar Johannesen het eiland had ingetekend (aanvankelijk dacht men met een nieuw eiland van doen te hebben). Deze en andere expedities en latere satellietfoto's wezen uit dat zich geen andere eilanden in de buurt van het eiland bevonden en de naam die Johannesen aan het eiland gaf dus wel degelijk toepasselijk was.
Bij een van de expedities in de jaren 30 werd op het eiland een nekwervel van een plesiosaurus (Plesiosaurus latispinus) gevonden, die werd onderzocht door de Sovjetpaleontoloog Anatoli Nikolajewitsj Rjabinin.
In 1934, een jaar na de tocht van Schmidt, werd een poolstation opgezet op de westkust van het eiland, dat tijdens de Tweede Wereldoorlog, op 8 september 1942, beschoten werd met granaten door de Duitse U-boot U-251 (onder bevel van luitenant-kapitein Timm). Hierbij gingen het weerstationsgebouw en het woonverblijf verloren. Het weerstation werd later opnieuw bemand, maar op 23 november 1996 uiteindelijk toch verlaten.